# Refshaleøen
Refshaleøen är en tidigare ö i Köpenhamn, Danmark.  
Refshaleøen är numera sammanvuxen med ön Amager.
Under drygt 100 år, fram till 1996, hade varvsindustrin Burmeister & Wain sin bas på Refshaleøen.